# Pradines (Loara)
Pradines – miejscowość i gmina we Francji, w regionie Owernia-Rodan-Alpy, w departamencie Loara.
Według danych na rok 1990 gminę zamieszkiwały 604 osoby, a gęstość zaludnienia wynosiła 52 osób/km² (wśród 2880 gmin regionu Rodan-Alpy Pradines plasuje się na 1061. miejscu pod względem liczby ludności, natomiast pod względem powierzchni na miejscu 1002.).